# Beograjska medvojna krščanska arhitektura
Obdobje Beograjske medvojne krščanske arhitekture velja za zlato dobo cerkvene arhitekture, v kateri je bilo med letoma 1918 in 1941 zgrajenih dvajset krščanskih cerkva – kar morebiti presega število vseh krščanskih poslopij, ki so bila v tem kraju zgrajena skozi zgodovino. Ta svetišča so s svojo podobo, umetniško lepoto, mogočnostjo in razporeditvijo po širšem ozemlju novoustanovljene prestolnice Kraljevine Jugoslavije imela nalogo ne le zadovoljevati duhovne potrebe naraščajočega števila vernikov - med njimi vojakov, duhovščine, uradnikov, državnih oblastnikov in delavcev -, temveč tudi prispevati k privlačnejši podobi Beograda v prvi polovici 20. stoletja.
Ob bombardiranju Beograda v aprilski vojni 1941, nato ob zasedbi in razkosanju Jugoslavije – ko beograjske cerkvene stavbe kot po čudežu večinoma niso bile poškodovane –  se je končalo zlato obdobje beligrajskega cerkvenega graditeljstva. Ni se pa nadaljevalo po osvoboditvi, ker nova socialistična oblast iz protiverskih političnih razlogov ni dovoljevala gradnje nikakršnih svetišč, kaj šele monumentalnih. To nenaravno stanje je trajalo - z izjemo krajšega obdobja po Rankovićevem padcu - vse do sredine osemdesetih let 20. stoletja, ko so po Titovi smrti njegovi komunisti za spoznanje odstopili od trde protiverske gonje ter začeli vsaj ponekod popuščati glede na dotedanje marksistične ideološke in birokratske omejitve na celotnem jugoslovanskem področju – kakor seveda tudi prestolnici, kjer so svobodoljubne težnje in demokratično ozračje bolj prišli do izraza kot kje na podeželju.
Osrednja tema tega članka je medvojno obdobje.  Da bi dobili jasnejšo podobo, ki bo začrtala ta prostor - njegov "Sitz im Leben" - se moramo ozreti tudi v zgodovino, kakor tudi na poznejše obdobje vse do dandanes, ki je bilo v marsičem čisto drugačno od takratnega - da ga lahko pravilneje presojamo in razumemo. 

## Zgodovina

### Obdobje Rimljanov, srednjega veka in Turkov
Od začetkov krščanstva v dobi Rimskega cesarstv , prihoda Slovanov in njihovega pokristjanjevanja je beligrajsko območje skozi večstoletno zgodovino igralo vlogo pomembnega  krščanskega središča. 
Za časa petstoletne turške vladavine - ko je bilo krščansko prebivalstvo izgnano, v vojnah pobito, sprejelo islam ali pa na zunaj v mestu ni kazalo svojega krščanskega prepričanja - se je tudi Beograd prelevil v središče Beograjskega pašaluka s povsem islamskim zunanjim videzom. Zaradi zgodovinske točnosti omenimo, da je "Beograjski pašaluk" ljudsko ime za področje, ki se je pod Turki pravzaprav uradno imenovalo "Smederevski sandžak". 
Za rimsko obdobje ni znano, koliko je bilo krščanskih cerkva; po prihodu Turkov so kristjani - tako katoličani kot pravoslavni - zidali cerkve za svoje vernike le v mirnih obdobjih, kadar so bili Osmani poraženi in za krajši čas izgnani iz mesta. Po vrnitvi so bile vse krščanske cerkve zopet ali porušene ali spremenjene v mošeje; dogajalo pa se je tudi obratno.

### Obdobje Kneževine in Kraljevine Srbije
Po velikih zaporednih zmagah Evgena Savojskega je postala Avstrija ena najmočnejših evropskih velesil in se je približala mejam Beograjskega pašaluka, kot ga je imenovalo ljudstvo, a ki je bil tedaj še ves pod oblastjo Osmanov. To je dalo pogum tudi krščanski raji, da je polagoma zahtevala svoje pravice.Na izredno natančnem zemljevidu iz časa avstrijsko-turške vojne je videti po Banatu vsepovsod velikanska močvirja in jezera; Srbi pa so v Avstriji dobili mogočnega zaščitnka in so bii najprej glede poljedelstva v veliko boljšem položaju, saj tam zaradi hribovitega zemljišča ni bilo niti jezer niti močvirij, ki so bila legla vsakovrstnih bolezni in so obsegala skoraj pol po Turkih gospodarsko čisto zanemarjenega Banata. Avstrijske oblasti pa so z načrtnim izsuševanjem močvirij, urejevanjem prekopov in naseljevanjem zapuščenega ozemlja kmalu spremenile to zanemarjeno deželo v "zemeljski raj".
Poleg mrzlice je kosila zlasti mladino takrat še neozdravljiva jetika. Kljub vsem hudinam pa je bila ta prva naselitev odločilna za poznejši potek in madžarski pisatelj Jókai pošteno priznava (eden med redkimi): »Da se je Banat znova naselil in spet postal raj, je predvsem zasluga dobrohotnega, modrega in poštenega vladarja grofa Mercya. Ez sine nobis – de nobis; de igazán pro nobis vala.« 
Od konca 19. stoletja se je Beograd širil in dograjeval vse do Prve svetovne vojne, kar je predpostavljalo tudi gradnjo novih cerkva. Kljub skromnim gmotno-tehničnim zmožnostim je Kraljevina Srbija v svoji prestolnici »svojo arhitekturo vse bolj prilagajala slogovnemu preoblikovanju in neustavljivi evropeizaciji svojega arhitekturnega fonda.«
Po prvi srbski vstaji in pridobivanju vedno večje samostojnosti od Osmanov je najprej vazalna Kneževina in nato samostojna Kraljevina Srbija začela graditi krščanske pravoslavne cerkve po deželi in tudi v Beogradu – vendar niti ene katoliške, čeprav je število katoličanov naraščalo. 
- Topčiderska cerkev svetih apostolov Petra in Pavla[15]
- Cerkev svetih apostolov Petra in Pavla v Topčiderskem parku - ikonostas[16]
- Stara cerkev svetega Marka na Tašmajdanu
- Pogled na stolnico sv. nadangela Mihaela, skladišče in pristanišče ob Savi
- Stolnica sv. Nadangela Mihaela – ikonostas in poslikani strop

1. Cerkev svetih apostolov Petra in Pavla na Topčiderju (1832–1834).
2. Stara cerkev svetega Marka na Tašmajdanu (1835) in
3. Stolnica nadangela Mihaela (1837–1840).[17][18][19][20][21]

### Obdobje Stare Jugoslavije
Po koncu prve svetovne vojne je nastopilo obdobje razcveta sakralne gradnje za potrebe Srbske pravoslavne Cerkve, katerega pobudniki so bili:
- Od kralja spodbujena združitev v šest pravnih enot razcepljenih pravoslavnih srbskih krajev v enoten in obnovljeni patriarhat (1920).
- Ustanovitev verskega ministrstva.
- Okrepljena dejavnost Stavbenega oddelka pri arhitekturnem ministrstvu.[22][23]
- Podpora ruskih izgnanih stavbenikov, ki so si po Oktobrski revoluciji uspeli rešiti življenje pred komunisti in najti svoje zatočišče ter nov dom v Beogradu. Njihove oblikovne rešitve z močno izvirnostjo in lastnimi značilnostmi niso oblikovale le pravoslavnega Beograda med vojnama, ampak so vtisnile svoj pečat tudi večini sakralnih objektov vseh veroizpovedi.[24][25]

#### Pravoslavne cerkve
Med letoma 1918 in 1941 so v Beogradu zgradili številne samostojne verske objekte s portami (=dvorišči) in precej kapel v sklopu obstoječih ali novozgrajenih stavb. Državne oblasti in beograjska mestna uprava Beograda so bile na splošno pripravljene ustreči potrebam verskih skupnosti in njihovim težnjam po ohranjanju kulturne istovetnosti in večverske raznolikosti prebivalstva ter duhovščine. Zato so v Beogradu morali začeti graditi poleg za pravoslavne cerkvene stavbe tudi za katoliške, druge krščanske in nekrščanske vernike, ki so se na veliko preseljevali v novo prestolnico zlasti iz krajev nekdanjega Avstroogrskega cesarstva.
V tem obdobju so na območju Vračarja, Palilule, Čukarice, Senjaka, Bulbuderja, Starega mesta, Dorčola in drugih četrti nastajale sakralne stavbe za pravoslavce. Meščani poročajo o nenavadni povezavi: kadar so v neki četrti začeli graditi cerkev katoličani, so jo kmalu v bližini zgradili tudi pravoslavci: tako je bilo na Rdečem križu s Sv. Antonom, na Čukarici s Svetim Cirilom&Metodom, na Vračarju z Marijinim Vnebovzetjem in še kje. 
- Cerkev sv. Jurija na Banovem brdu (Čukarica)
- Nova cerkev sv. Marka na Tašmajdanu
- Stara cerkev Svetega Sava na Vračarju
- Notranjost stare (začasne) Svetosavska cerkve
- Nova cerkev Svetega Sava do Druge svetovne vojne
- Cerkev sv. nadangela Gabrijela na Savskem vencu
- Cerkev Lazarica na Bulbulderju (Zvezdarna)
- Cerkev Rožica na Kalemegdanu
- Cerkev svete Petke na Kalemegdanu z zdravilnim vrelcem
- Samostan Marijinega darovanja na Senjaku[27]
- "Ruska cerkev" Svete Trojice na Tašmajdanu[28]

Cerkev sv. Jurija na Banovem brdu (1928–1932),
delo stavbenikov Vasilija Androsova in Dragutina Maslača, je bila zgrajena na zemljišču beograjskega trgovca Jovanovića; Mitar in njegova žena Milica sta ga podarila za gradnjo cerkve kot spomin na njune prezgodaj umrle otroke. Po želji naročnikov je bila cerkev posvečena njihovi krstni slavi, sv. Juriju. Cerkev ima tloris v obliki vpisanega križa - trolista in je bila zgrajena v neobizantinskem slogu, ki je sploh značilen za takratne beograjske cerkve. Gradbene prvine so poiskali na srbskih srednjeveških cerkvah, ki so pripadale moravski šoli.
Cerkev svetega Marka na Tašmajdanu (1931–1940)
je zrasla na eni od najlepših nesojenih lokacij za novo katoliško stolnico, za katero pa je oblast slepomišila že prvega nadškofa Rodiča glede lokacije, in tako ni izdala veljavnega dovoljenja vse do dandanes.. 
Cerkev sv. Marka sta načrtovala stavbenika brata Peter in Branko Krstić a v duhu srbske srednjeveške stavbeniške dediščine po vzoru na zaobljubnino kralja MilutinaGračanico. Zgrajena je ob pokopališki cerkvi iz 1835 na nekdanjem tašmajdanskem pokopališču, ki ga je uredil knez Miloš in je bilo opuščeno 1941. Je ena največjih beograjskih cerkva in ena redkih neposlikanih.
Stara cerkev Svetega Sava na Vračarju (1935) ali Mala cerkev sv. Sava
je delo ruskega stavbenika Viktorja Lukomskega; zgradili so jo na severovzhodnem delu Vračarja (oziroma Svetosavske planote) na mestu kapele iz 1895 kot začasni bogoslužni prostor do dokončanja v njeni neposredni bližini skoraj istočasno začetega hrama Svetega Sava. Zgrajena je v obliki deteljice z vpisanim križem in z uporabo srbsko-bizantinskih motivov. Kubična struktura s poligonalno kupolo je preluknjana z redkimi odprtinami in poživljena z belo fasado in kontrastno obarvanimi slepimi nišami. Kot posebnost izstopa zatrep: oblikovano pročelje krasi rozeta, na vrhu pa križ. Notranje okrasje je delo ruskih umetnikov, ikone na ikonostasu pa delo slikarja Vladimirja Predijevića; zidove so poslikali N. Mayendorf, B. Obraskova in A. Dickie. V južnem koru počivajo posmrtni ostanki patriarha Varnava, ki je bil predsednik odbora za izgradnjo (nove) spominske cerkve svetega Sava.
Nova Cerkev Svetega Sava na Vračarju (1926, 1985–1993)
je delo stavbenikov Nestorovića in Aleksandra Deroka; temeljni kamen je blagoslovil še patriarh Varnava (1935); samo gradnjo pa je nadaljeval Branko Pešić s sodelavci. Dokončen načrt je megalomansko odstopal od predvidenega, kar je povzročilo nejevoljo in burne odzive po celi Jugoslaviji.
Gradili so jo nad domnevnim grobom Svetega Sava, kjer so bile sežgane njegove relikvije. Veliki vezir Kodža Sinan Paša je ukazal, da se krsta s Savovimi relikvijami prenese iz Samostana Mileševe v Beograd, kjer jo je del na grmado in leta 1595 sežgal. Natančen kraj sežiga pa ni z gotovostjo ugotovljen in domnevajo, da se je to zgodilo na griču »Čupina umka« na Tašmajdanu, na mestu med današnjo Cerkvijo svetega Marka in športnim območjem, ki se je takrat imenovalo Vračar.
Cerkev kneza Lazarja na Zvezdarni ali Lazarica (1936)
je zgrajena na Bulbulderju, na Zvezdarni, in je delo Momirja Korunovića, ki je cenjen ustvarjalec na področju „srbskega narodnega sloga“ in vodi na področju cerkvenega graditeljstva s čez 40 cerkvami, od katerih je večino napravil – podobno kot naš Plečnik - „za Božji lon“. Stavba se piramidasto vzpenja in oži proti vrhu, čemur sledita valovita venca strešnih ploskev, izstopajoči balkoni, podolgovate ločne odprtine in na vrhu vitka kupola.
Cerkev nadangela Gabrijela (1937–1939)
je delo Georgija Samoilova, ki je bil takrat asistent na Fakulteti za gradbeništvo na Oddelku bizantinske in starosrbske arhitekture.
Cerkev Rožica,
na severozahodnem obrobju Beograjske trdnjave na Kalemegdanu je nastala v drugi polovici 19. stoletja s predelavo smodnišnice, in je takrat rabila za vojaško cerkev, ki pa jo je predelal arhitekt Nikolaj Krasnov, vodilni gradbenik med ruskimi priseljenci.
Cerkev svete Petke,
ki se nahaja v neposredni bližini Rožice, je bila zgrajena nad „čudežnim izvirom“ poleg oltarja. Sedanjo stavbo so zgradili 1937 na mestu stare iz 1867, ki je bila poškodovana v Prvi svetovni vojni, po načrtih  Momirja Korunovića. Njene notranje stene in oboke je pokril z živopisanimi mozaiki v letih 1980-1983 mladi in izurjeni mozaikar Đuro Radulović, ki je se je z veseljem lotil zahtevnega dela s temi malim pozlačenimi ploščicami, da jih je uspešno povezal v skladno celoto.
Samostan Marijinega darovanja na Senjaku
označuje stavbni sklop, ki ga sestavljata:
- Cerkev Marijinega darovanja (1935–1936), delo arhitektov Ivana Rika in Andreja Papkova, in
- Gostišče, za katero sta napravila načrt Ozren Srdanović in Milan Sekulić.

Ruska cerkev Svete Trojice na Tašmajdanu (1924),
ki jo je za potrebe ruskih pravoslavnih beguncev zasnoval Valerij Staševski, je bila zgrajena s prostovoljnimi prispevki ruskih ubežnikov pred boljševiki in domačinov, ter stoji na območju Tašmajdana v neposredni bližini nove cerkve sv. Marka.

#### Katoliške cerkve
V srednjem veku je bilo pred vdorom Turkov v ogrskem Beogradu nekaj katoliških cerkva, kot je videti tudi na starih litografijah, a je v neugodnih razmerah izginila za njimi vsaka sled. V novem veku segajo začetki katoliške župnije v sredo 19. stoletja, a 1845 so začeli duhovniki voditi matične knjige. Med Svetim sedežem in Kneževino oziroma Kraljevino Srbijo so več kot 60 let potekala jalova pogajanja, ki so bila končana šele 1914 - po Sarajevskem atentatu - s sklenitvijo konkordata. Izbruh vojne je preprečil uresničitev dogovorjenega. Tako je šele po končani vojni in nastanku nove Države Slovencev, Hrvatov in Srbov (SHS) prišlo do izbirnega izvajanja nekaterih dogovorjenih točk konkordata, medtem ko so bile druge namenoma zanemarjene. Ustanovljena je Nadškofija v Beogradu s sufragansko Škofijo v Skopju. Zaradi svobodomiselne in protikatoliško usmerjene politike takratnih vlad ni bilo nikoli uresničeno določilo, po katerem bi država zgradila in vzdrževala novo nadškofijsko stolnico in palačo za škofa in upravno osebje, obenem pa tudi primerno stavbo za vzgojo duhovniških poklicev - ki pa jo je na lastne stroške zgradila v Zagrebu banatska apostolska uprava.
Na ozemlju bivše Avstro-Ogrske je najprej nastala Država Slovencev, Hrvatov in Srbov, ki se je bolj ali manj prostovoljno združila s Kraljevino Srbijo v novo državno tvorbo Kraljestvo Slovencev, Hrvatov in Srbov. S Šestojanuarsko diktaturo 1929 jo je kralj Aleksander preuredil in preimenoval v Kraljevino Jugoslavijo in razdelil ne na republike po narodnostnih mejah, ampak na banovine. Zaradi lažjega razumevanja je v članku uporabljen za novo državo redno naziv Kraljevina Jugoslavija, ki je enakovreden poljudnemu nazivu Stara Jugoslavija - medtem ko se za Novo Jugoslavijo uporablja naziv SFR Jugoslavija, čeprav je tudi ona večkrat menjala svoje ime. 
- Cerkev Kristusa Kralja je postala stolnica, ob stoletnici 1988 pa sostolnica
- Ob Materi edinosti se romarji slikajo z nadškofom Hočevarjem
- Pri Kristusu Kralju so zaigrale prve orgle v Srbiji - narejene pa v Sloveniji
- Plečnikova Cerkev sv. Antona: Kristus pomeni vsem kristjanom središče
- Plečnikova Cerkev sv. Antona je zamišljena veličastno - manjkajo mozaiki&dobrotniki
- Oltar Kristusa Kralja v Cerkvi sv. Antona je delo slovenskih umetnikov.
- Cerkev Marijinega vnebovzetja je za časa Perka postala stolnica
- Ekumenska Cerkev Svetih bratov Cirila in Metoda na Čukarici (Banovo brdo)
- Cerkev svetega apostola Petra na Makedonski 23 [52]je skrita sredi mesta

Cerkev Kristusa Kralja.
29. oktobra 1924 je Pij XI. imenoval prvega beograjsko-smederevskega nadškofa v osebi Rafaela Rodiča. Za nadškofovsko rezidenco, župnišče in cerkev so bila kupljena poslopja bivšega avstroogrskega veleposlaništva tekom 1925, vendar je vlada s plačevanjem denarnih obveznosti že od začetka zavlačevala in tako še dodatno prispevala k poznejšemu bankrotu nadškofije, ki jo je že dovolj težil dolg banatske uprave glede Krizinovega semenišča. Ta cerkvica je postala prva župnijska cerkev in začasna stolnica, ki so jo 1926 povečali do današnje velikosti ter jo na praznik Kristusa Kralja posvetili novemu patronu - Kristusu Kralju. Dozidali so ji tudi zvonik in cerkveno dvorano. Nabavili so nove zvonove, a 15. decembra 1927 so zaigrale po stoletjih prve orgle v Srbiji, ki jih je izdelalo podjetje Franc Jenko iz Šentvida nad Ljubljano. Po izročilu je bil to njegov prvi opus - in orgle dobro igrajo še danes - medtem ko so bile veličastne orgle pri Svetem Antonu na Rdečem križu (izdelane 1966) njegovo zadnje delo.
Cerkev sv. Antona Padovanskega na Rdečem križu (1929–1932)
je izvirno delo znamenitega slovenskega in srednjeevropskega stavbenika Jožeta Plečnika.Visoki cilindrični zvonik je bil dokončan 1962 z nekoliko manjšimi spremembami v primerjavi s prvotnim, katerega gradnjo je vodil Plečnikov učenec Valentinčič, kakor tudi deloma notranjo opravo. 
Nadškof Rodič ni pozabil na svoje redovne brate, ki so takoj po prihodu 1926 začeli graditi samostan; po enih virih so ga zgradili v nekaj mesecih, po drugih v dveh letih. Za cerkev z zvonikom so postavili temelje 1929 in dokončali 1932 stavbo z zvonikom v višini strehe. Najprej ni bilo za nadaljevanje denarja, po vojni pa so nove oblasti gradnjo novih sakralnih objektov na splošno ovirale po celotni Novi Jugoslaviji; poleg tega so veliko cerkva zlasti po Vojvodini in Kočevskem celo podrle. Možnosti za dokončanje zvonika so se pokazale tako šele 1960, ko je mestno vodstvo priznalo tej cerkvi umetniško posebnost in vrednost; takrat so dogradili namesto 60 po malce spremenjenih načrtih 52 m visok zvonik, ki pa je glede na zemeljsko podlago in preplitke temelje še vedno bil previsok: že med samo gradnjo se je začel pogrezati in obenem nagibati podobno kot tisti v Pisi; danes pa še zmeraj - hvala Bogu - stoji dokaj trdno, čeprav nagnjeno - in je s tem dodatno postal zanimiv za številne vernike in izletnike - na kar so domačini zelo ponosni. 
Frančiškane na tem območju omenjajo viri že v 15. stoletju; njihov samostan so uničili Turki 1521, drugič v 17. stoletju; ko so ponovno 1727 zgradili cerkev in samostan, so ga zaradi turškega obleganja 18. septembra 1739 zopet morali zapustiti in se preseliti v Zemun. V Beograd - ki je postal 1918 prestolnica nove države Južnih Slovanov SHS in so se vanj zgrinjali tudi mnogi katoličani iz vseh delov bivšega Avstroogrskega cesarstva - so se frančiškani zopet vrnili pred sto leti, 1925.
Blažena Devica Marija.
Nadškof Rodič je zaupal to župnijo na Neimarju menihom vnebovzetcem (asumpcionistom). Takoj so začeli graditi kapelo za vernike; 1924 se je začela gradnja župnišča, samostana in začasne manjše cerkve, ki je bila dograjena 1925, a temeljni kamen je blagoslovil prvi apostolski nuncij v Jugoslaviji, nadškof Pellegrinetti. Cerkve se je oprijelo ime "Francoska cerkev" zaradi navzočnosti francoskih redovnikov, pa tudi zato, ker je bila namenjena kot spomenik prijateljstva med Francijo in Srbijo med Prvo svetovno vojno; od prijateljstva pa so ostale zgolj lepe besede - medtem ko je bila denarna podpora z državne strani pozabljena. 1930 je bil zgrajen stari zvonik, leto kasneje pa je nadškof Rodić blagoslovil tri zvonove, ulite v savojski tovarni Paccard: največji zvon nosi ime po Devici Mariji in je dar kralja Aleksandra, drugi je krščen na ime Sv. apostola Petra in je dar Svetega sedeža, najmanjši pa se imenuje po Sv. Ani in je dar faranov. V to župnijo se je naseljevalo veliko katoličanov, med njimi lepo število Slovencev in tako je bilo od 1928 do 1938 tukaj letno celo od 150 do 200 krstov.
To je bila najprej osrednja postojanka vnebovzetcev, ki so uspešno delovali na več župnijah širom Srbije; kot edina postojanka v celi Jugoslaviji pa je neslavno dokončala svoj tek sedemdesetih let prejšnjega stoletja, ko sta se zadnja mlada redovnika zaradi napačno razumljene pokoncilske prenove - župnik Mato in sobrat Roger - poročila s Slovenkama. Sloves te skupnosti pa je bil slovenski skromni vnebovzetec sobrat pomočnik Kerec. Po zavezniškem bombardiranju Vračarja 24. maja 1944, ko so verniki bili ravno pri maši na praznik Marije Pomočnice, ki jo je imel od nacistov izgnani duhovnik, skladatelj in organist Zafošnik, je cerkveno področje ostalo sicer nedotaknjeno, medtem ko je bilo porušenih mnogo okoliških stavb. Franc Kerec se je sam in z golimi rokami podal na reševanje ljudi izpod ruševin; po vojni je za to herojsko dejanje prejel tudi visoko državno priznanje. Po pričevanju dolgoletnega predsednika Ekumenskega moškega zbora Puclja so verniki to dejstvo - obvarovanje cerkve in njenih vernikov - pripisovali Marijinemu varstvu.
Po izginotju vnebovzetcev je vse področje s stavbami vred prešlo v škofijsko last, in tako je 1988 nadškof Perko razglasil "Francosko cerkev" za svojo novo stolnico; obenem je cerkev Kristusa Kralja postala sostolnica ali konkatedrala.
Cerkev z okolico in stavbami je v zadnjem času temeljito obnovljena in je na novo zaživela: ognjiščarji uspešno upravljajo Marijanum,  ki obsega Pastoralni center, hotel, restavracijo in vrtec v francoščini. V manjši cerkvi je bila poprej maša – večja pa je bila po vojni nacionalizirana in vrnjena 1982; sanacija cerkve in okolice je trajala dolgo, saj je ravno pod njo tekel potok in je bila zato zmeraj mokra. Pri obnovi so pomagale različne katoliške dobrodelne zveze, dober delež pa je prispevalo tudi mesto Beograd. Tukaj so največje uporabne orgle v Srbiji (tiste v Filharmoniji so trenutno neuporabne); to duhovno središče pa je posvečeno svetemu papežu Janezu XXIII., ki mu je v čast postavljen tudi lep spomenik. On je tukaj večkrat prenočeval, kadar je potoval skozi Beograd, ko je bil še apostolski nuncij v Bolgariji in Turčiji.
Sveti Ciril in Metod
V začetku 20. stoletja se je mesto Beograd širilo tudi na jugozahod. 5. julija 1929 so slovenski lazaristi sprejeli v upravo Čukarico, kjer je že od 1927 ob nedeljah imel duhovnik mašo v zasebnem stanovanju. Kupili so hišo v Požeški ulici in v njej odprli kapelo, kjer je bila prva maša 5. avgusta 1929; 13. avgusta pa so že začeli graditi novo cerkev, ki jo je nadškof Rodić 17. novembra 1929 posvetil v čast svetih bratov Cirila in Metoda. Cerkev je dvoranskega tipa s polkrožnim stropom, a zvonik je visok 23 metrov. Nad glavnimi vrati cerkve je pomenljivn in upapoln napis: "Da bi bili vsi eno!". 
Župnija, ki je imela takrat že 2500 vernikov, je bila ustanovljena 1. januarja 1930 in je bilo tega leta krščenih 77 otrok, poročenih 32 parov in pokopanih 23 vernikov. Versko življenje je bilo zelo razgibano ter je razumljivo. da je število krstov naraščalo podobno kot v drugih farah. 
Tu so se naselile tudi slovenske usmiljenke, ki so v Beogradu od leta 1920, in pomagajo v dušnem pastirstvu vse do danes: skrbijo za uboge in bolne, zelo blagodejno pa so delovale po bolnicah in s tem omilile marsikateri predsodek zoper katoličane tako pravoslavnih vernikov kot njihovih duhovnih pastirjev, pa tudi drugih povojnih ne preveč pobožnih državnih uslužbencev.
Sveti apostol Peter
Zgodovina te župnije je tudi zgodovina jezuitov v Beogradu in sega več stoletij nazaj. Jezuita Bartol Kašić in Sini sta tu ustanovila humanistično šolo, prvo na Balkanu. Poznejši poskusi ponovne naselitve so sovpadali s trikratno osvojitvijo mesta od Turkov in z njegovo osvoboditijo ter z vnovičnimi začetki pastoralnega dela; mesto in cerkev so redovniki ponovno morali zapuščati – iz porušene cerkve so rešili samo Marijino podobo, ki jo je ljudstvo začelo v Petrovaradinu častiti pod nazivom Beograjska Bogorodica in so jo slovesno prenesli nazaj v novozgrajeno cerkev 1934. 
Ko so torej jezuiti 1930 znova prišli v Beograd, so na Novo leto 1931 začeli dušnopastirsko delovanje v na novoustanovljeni župniji sv. Apostola Petra, kjer do kupili hišo ter 1933 zgradili cerkev. Prava uganka je, kako so sredi strogega centra lahko v takem nenaklonjenem ozračju postavili v tako kratkem času sorazmerno veliko katoliško cerkev, ki od zunaj sploh ni opazna; takratni notranji minister - slovenski duhovnik Korošec jim je tedaj zajamčil svojo podporo, če bi prišlo do kakih zapletov in jih spodbudil, da naj hitijo z gradnjo; po takratnih zakonih namreč ni bilo mogoče porušiti stavbe, če je prišla zidava že do strehe - in tako se je vse srečno končalo. V kako pomembnem delu Beograda je ta duhovni center, spričuje dejstvo, da stoji v soseščini - na Makedonski 29 - sedež znanega dnevnika "Politika", ki ga je ustanovil časnikar slovenskega rodu Ribnikar - v bližini pa delujejo še mnoge druge pomembne osrednje ustanove. 
Že 1931 je bilo v tej župniji prek 130 krstov in je 1940 njihovo število preseglo 200. Prednost te fare je osrednji položaj, pa tudi izredno dobre tramvajske in avtobusne zveze. Jezuiti so poleg drugega raznovrstnega dela imeli na skrbi zlasti izobražence, pa tudi doraščajočo mladino. Da bi ustregli različnim narodom in diplomatskemu osebju, so imeli od vseh začetkov mašo v raznih jezikih, tudi v slovenščini; dolga leta je to mašo opravljal vsako nedeljo ob 11h slovenski jezuit Zupančič; pevci so pri njej peli slovenske nabožne pesmi, igrala pa je Olga Malbašić, katere mati je bila Madžarka - in je skupaj s pevko Angelo lepšala petje tudi na novoustanovljeni župniji Sv. Jožefa Delavca na Stari Karaburmi. 
Zupančič je bil vedno pripravljen na vsakovrstno duhovniško delo ter priljubljen med verniki zlasti zaradi svoje vesele in odločne narave. Sam je večkrat pripovedoval, kako je "rešil" neko cerkev uničenja. Po vojni so partizani vzeli ključ od Cerkve Povišanja svetega križa v Borči, naselju kakih 10 km čez Donavo v Banatu. On je odšel na Krajevni ljudski odbor in prosil za ključ: »Jaz sem Župančič, po katerem tudi tukajšnja partizanska brigada nosi ime. Prišel sem se vam zahvalit, da ste od okupatorja obvarovali našo cerkev in njen ključ; sedaj je domovina svobodna pa prosim, če bi ključ lahko dobil nazaj.« Tvegano podjetje se je srečno končalo – res so mu dali ključ od cerkve, ki še danes stoji in deluje (2024) - medtem ko je bilo mnogo bližnjih vojvodinskih cerkva v tem povojnem času ne le zaprtih ali oskrunjenih, ampak tudi porušenih.

#### Druge krščanske cerkve in palače
Obdobje Beograjske krščanske arhitekture med vojnama, ki velja za zlato dobo cerkvene arhitekture, pa ni bilo le obdobje, v katerem je bilo med letoma 1918 in 1941 zgrajenih dvajset krščanskih cerkva. Glede na celotno dvatisočletno zgodovino krščanstva  to najbrže presega število vseh krščanskih poslopij, ki so bila v tem kraju zgrajena skozi zgodovino – pa ne le cerkvenih stavb v ožjem pomenu – tj. stavb, ki so bile postavljene v bogoslužne namene, ampak tudi drugih spremljajočih jih cerkvenih gradenj, ki so bile potrebne za urejeno versko delovanje.
Med številnimi verskimi objekti na ozemlju Beograda pomemben dosežek gradbene dejavnosti med vojnama predstavlja poleg cerkva tudi gradnja drugih stavb življenjskega pomena za delovanje Srbske pravoslavne Cerkve (palača patriarhije , zgradbe za prosvetne namene, škofijski sedeži, škofijski domovi, jedilnice, zvoniki), kakor tudi za potrebe drugih verskih skupnosti. Stavbe so bile zgrajene tako okoli obstoječih kot novozgrajenih cerkva v prvi polovici 20. stoletja.
- Evangelistična cerkev v Zemunu  (1929)
- Starokatoliška cerkev v Beogradu je spremenjena v „Bitef teatar“
- Palača beograjske Patriarhije ob "Saborni cerkvi"
- Palača beograjske nadškofije – nekdanje avstroogrsko veleposlaništvo
- Nadškofija je vklenjena med okoliške višje stavbe (z dvorišča)
- Bogoslovna fakulteta „Sveti Sava“ na Karaburmi[66]

Evangeličanska cerkev v Zemunu
Stavba je bila postavljena na zemljišču, ki ga je evangeličanska cerkvena skupnost dobila v dar od zemunske občine, na ulici Tošin Bunar 2 v Zemunu. Zgrajena je bila v letih od 1928 do 1929 v sodelovanju stavbenikov Huga Ehrlicha in Viktorja Kovačiča. Gre za zgradbo osrednje vrste, ki je grajena v obliki trikonhalne rotunde z apsido in prizidki, postavljenimi vzporedno z vhodnim cerkvenim prostorom. Danes ji je občina spremenila namembnost; predstavlja pa kulturno in zgodovinsko pričevanje o obstoju evangeličanske skupnosti.
Starokatoliška cerkev na Bajlonovem trgu
Evangeličanska nemška cerkvena občina v Beogradu je zgradila to cerkev v zgodnjih 1940-ih. Stavba je zaradi povojnega pregona in pomora nad Podonavskimi Nemci, ki so živeli v povojni Novi Jugoslaviji, doživljala podobno usodo: na razpolago so jo imeli  protestanti, ki so jo dalj časa delili s starokatoličani – toda ne več nemške, ampak hrvaške narodnosti. Kljub dejstvu, da so zgodovinske in družbene okoliščine vplivale na usodo stavbe, ki je večkrat spreminjala svojo namembnost in lastnika, je na zunaj ohranila svojo prvotno podobo vse do danes; notranjost je 1989 spremenjena v „Bitef teater“.
Palača beograjske patriarhije. 
"Palača patriarhata Srbske pravoslavne cerkve" (1934–1935) je delo ruskega stavbenika Viktorja Lukomskega. Palača, katere fasada je obrnjena proti katedrali in je oblikovana kot portik z nizkimi stebri in veliko kupolo, postavljeno nad kapelo, posvečeno sv. Simeonu Mirotočivu, je zasnovana tako, da poudari moč srbske pravoslavne cerkve, ki jo je imela z državno podporo za „zasluge pri graditvi nove države“; in njeno enotnost, ki jo je dosegla po združitvi raznih pravoslavnih skupnosti in samostojnih Cerkva (črnogorske avtokefalne Cerkve) v enotno SPC 1920. 
Internat Teološke fakultete na Karaburmi (1939–1940)
je zgrajen za študente Bogoslovne fakultete kot predstavitvena stavba v povezavi sodobnega in tradicionalnega stavbeništva.
Palača Beograjske nadškofije z vrtom in župniščem (1888)
tvori edinstveno prostorsko in namensko enoto, ki jo je po prvi svetovni vojni Sveti sedež s soglasjem jugoslovanske vlade odkupil od avstrijske države obenem s kapelo sv. Ladislava; po pogodbi naj bi večji del plačala država, česar se pa ni držala in je to še povečalo dolg, ki ga je imela Banatska apostolska uprava v zvezi z novim semeniščem Krizinom v Zagrebu. Nadškofijska palača in župnišče pa sta najverjetneje delo srbskega graditelja Jovana Ilkića.

### Obdobje Nove Jugoslavije

#### Težavne povojne razmere
Zlata doba cerkvene medvojne gradnje v Beogradu je po koncu druge svetovne vojne zaradi številnih neugodnih družbenih okoliščin in pomanjkanja denarnih sredstev postala preteklost ne le tega mesta, ampak tudi celotne Nove Jugoslavije. Z zmago komunizma se je pokazala prilika za  obračun z „nazadnjaškimi elementi“ ter je nastopilo obdobje bojevitega marksizma. Le-ta se je „izkazal“ zlasti s Povojnimi zunajsodnimi poboji v Sloveniji, z Pliberško tragedijo nad Hrvati; zlasti pa z genocidom nad vojvodinskimi Nemci „Donauschwaben“ – ki jim je bilo zaplenjeno ne le vse premoženje, ampak so v stotih povojnih koncentracijskih taboriščih mnogi bili na razne načine mučeni ali zlostavljani – ter izgubili tudi svoje življenje.
Verniki - zlasti katoličani - so po tem marksističnem gledanju veljali za drugorazredne državljane v primeri z „naprednimi in zdravimi silami“ – ki so lahko nemoteno širile ateizem prek medijev, siljenjem v partijo, prek šole pa med mladino. Zaradi mnenja, "da je vera opij za ljudstvo", je ljudstvo bilo prikrajšano za resnično svobodo; med drugim niso smeli kritizirati oblastnikov, zlasti ne Tita; če pa so hoteli napredovati v službi, so morali vstopiti v partijo (ZK)
Nova oblast pa se glede na vero ni obnašala v vsem tem obdobju enako. 
| Srpska pravoslavna Crkva u socijalističkoj Jugoslaviji | Srbska pravoslavna Cerkev v socialistični Jugoslaviji |
| --- | --- |
| Iako crkvene strukture i javnost bliska njima, danas tvrde kako je tokom celog perioda socijalističke Jugoslavije, Crkva kao institucija bila gušena, marginalizovana i udaljavana od vernika, takva tvrdnja ne stoji u potpunosti. O potpunom gušenju i marginalizaciji Crkve, poricanju prava na slobodno delovanje od strane novih vlasti, može se govoriti samo u jednom periodu stabilizacije socijalističkog sistema: od 1945. do 1953. godine. | Čeprav cerkvene strukture in njim blizka javnost danes trdijo, da je bila Cerkev kot ustanova v celotnem obdobju socialistične Jugoslavije tlačena, postavljena na obrobje in oddaljevana od vernikov, taka trditev ne drži povsem. O popolnem zatiranju in omejevanju Cerkve, o odrekanju pravice do svobodnega delovanja s strani nove oblasti, lahko govorimo samo v enem obdobju utrjevanja socialističnega sistema: od leta 1945 do 1953. |

Ne strinja pa se s tako blago oceno pravoslavni duhovnik Velibor Džomić, ki trdi, da prave verske svobode v Titovi Jugoslaviji v bistvu sploh ni bilo, češ „da so bile nekatere ustavne določbe le krinka za prikrivanje resničnega zapostavljajočega odnosa do duhovnikov in vernikov, ki so bili pogosto in okrutno kaznovani."
| Najgore su prošli oni koji su... verovali u Boga | Najhuje so jo skupili tisti, ki so... verovali v Boga |
| --- | --- |
| ”Sveštenici i vernici ne pamte po dobru vreme socijalističkih ustava. Ne samo u vreme važenja Ustava SFRJ od 1974. nego i od donošenja Ustava FNRJ 1946, vršen je, bez obzira na minimalne ustavne garancije, sistemski progon vere i verujućih ljudi. Sloboda veroispovesti je u ustavnoj normi iz 1974. bila svedena samo na „ispovedanje vere”, a vera je svedena samo na „privatnu stvar” čoveka. Ideolozi SKJ i ustavopisci su smatrali da je dovoljno da se u okrnjenom obliku prizna samo individualni, ali ne i kolektivni aspekt prava na slobodu veroispovesti kao univerzalnog ljudskog prava. Dovoljno je samo to da se vidi i da se zaključi da je reč o diskriminatornom opštem aktu. Treba imati u vidu da su komunisti na svoj način u ustavnoj odredbi povampirili specijalni oblik takozvanog kancel-paragrafa, koji je svojevremeno uveo Bizmark, tako što su propisali da je „protivustavna zloupotreba vere i verske delatnosti u političke svrhe”. I u vreme važenja Ustava SFRJ od 1974. najgore su prošli oni koji su slobodno mislili i oni koji su verovali u Boga. Osim toga, crkvama i verskim zajednicama su, posle oduzimanja nepokretne i pokretne imovine, ograničili pravo svojine i na onome što im je posle nacionalizacije i agrarne reforme ostalo” | „Duhovniki in verniki nimajo dobrih spominov na čas socialističnih ustav. Ne samo v času veljavnosti Ustave SFRJ od leta 1974, ampak tudi od sprejetja Ustave ZRJ leta 1946 se je izvajalo sistematično preganjanje vere in vernikov, ne glede na minimalna ustavna zakonodajna jamstva. V ustavni normi iz leta 1974 je bila svoboda vere zožena le na »izpovedovanje vere«, vera pa le na »zasebno stvar« človeka. Ideologi in ustavopisci ZKJ so menili, da je dovolj, da se pravici do svobode vere prizna v okrnjeni obliki le zasebni (individualni), ne pa tudi skupni (kolektivni) vidik pravice do svobode vere kot splošne (univerzalne) človekove pravice. Dovolj je videti in ugotoviti, da gre za diskriminatoren splošni akt. Pri tem se je treba zavedati, da so komunisti na svoj način povampirili posebno obliko tako imenovanega kancelparagrafa, ki ga je nekoč uvedel Bismarck, s predpisom, da gre za »protiustavno zlorabo vere in verskega delovanja v politične namene«. . Tudi v času veljavnosti ustave SFRJ iz leta 1974 so jo najbolj skupili svobodomiselni in tisti, ki so verovali v Boga. Poleg tega so bile cerkvam in verskim skupnostim po zaplembah nepremičnin in premičnin omejene lastninske pravice tudi v tistem, kar je ostalo po nacionalizaciji in agrarni reformi.” |

#### Nova mesta so bila brez cerkva
Na novo zgrajena mesta so v tem smislu so načrtno gradili – cele četrti ali celo mesta – brez cerkva in kakršnihkoli krščanskih stavb ali znamenj. To ni veljalo le za glavno mesto države Beograd – saj so takrat zrastla brezcerkvena okrog njega cela taka mesta ali naselja kot Novi Beograd, Nova Karaburma, kakor tudi vsa beograjska primestna nova naselja; to isto načelo je veljalo tudi po celotni Socialistični Jugoslaviji in tako so nastala brezcerkvena mesta kot Novi Zagreb, Novo Skopje (po potresu 1963), Novo Sarajevo, Zrenjaninski Bagljaš, kakor tudi po Titu imenovana mesta: Titograd, Titov Veles, Titov Drvar, Titovo Užice, Titovo Velenje, Titov Vrbas, Titova Mitrovica itd. 

#### Kaj je bilo s cerkvami v Beogradu?
Kaj pa je bilo zgrajeno v tem obdobju v Beogradu? Ničesar, razen da je bilo dokončanih nekaj že prej začetih cerkvenih stavb, ki so ohranile svojo monumentalnost kot del mestne vsebine Beograda. Vse druge sakralne stavbe so bile sčasoma odrinjene na obrobje ali pa je bil pogled nanje zakrit z višjimo bloki (Sv. Anton). Tako so poleg drugorazrednih vernikov obstajale tudi drugorazredne in manj pomembne stavbe v pregledni podobi Beograda, "ki je vse bolj začel spominjati na razkristjanjeno mesto«.
1. Nova Cerkev svetega Marka,
2. Nova Cerkev svetega Sava na Vračarju in
3. Cerkev sv. Antona Padovanskega. Res čisto nova pa je bila le
4. Cerkev svetega Jožefa Delavca na Zeleni Karaburmi
5. Stara cerkev sv. Luka v župnišču v naselju Krnjači

- Zvonik Cerkve sv. Antona je kriv, kar se vidi s prostim očesom – a dograjen je 1960
- Notranjost beograjske Plečnikove cerkve še zdaleč ni dokončana - manjkajo mozaiki itd.
- Na novo Cerkev sv. Sava so 1989 dvigovali kupolo s pomočjo plošč 20 dni
- Spomenik Svetega Sava med staro in novo cerkvijo na Vračarju
- Poleg nove Cerkve sv. Luka je nastalo v Krnjači tudi duhovno središče

Cerkev svetega Jožefa Delavca na Stari Karaburmi (1991)
je bila najprej kapela v zasebni hiši, ki so jo odkupili s pomočjo beograjskega nadškofa Gabrijela Bukatka slovenski salezijanci
Tudi ta je do danes skrita očem sprehajalcev, to pa zaradi njene majhnosti. Tej edini cerkvici se je z veliko diplomacije in tudi prek posredovanja slovenskih usmiljenk uspelo pretihotapiti skozi strogo brezbožno sito na beograjsko Staro Karaburmo. Tam je bila najprej Sime Šolaja 39 kapela sester usmiljenk, ki so uživale med ljudstvom veliko priljubljenost; nato pa je iz nekdanje vile - ki jo je mesto zgradilo na plazovju za znanega filmskega igralca Milivoja Živanovića na Pribojski 23, a da tja ni nikoli prišel stanovat – nastala najprej sestrska kapelica; polagoma je v lepi vili, odkupljeni 1960-ih let, nastalo župnijsko središče, pa cerkvica Sv. Jožefa Delavca. 
Polagoma je namreč po načrtih beobrajskih inženirjev in stavbenikov slovenskega rodu Ivana in Vlada Žnideršiča nastajala tudi Cerkev svetega Jožefa Delavca na Zeleni Karaburmi ali Beograjska lepotica, kot sta jo rada imenovala njena prva župnika Habič in Zajec.
Stara Cerkev sv. Luka v Krnjači
je nastala v naselju Krnjača - pred Pančevskim mostom, ki vodi iz Vojvodine v Stari Beograd. Skoraj v istem času, kot je nastajala cerkvica na Stari Karaburmi, je nastajalo tudi očem ne tako skrito pravoslavno duhovno središče v naselju Krnjači, ki je v tistem času bilo močvirnato, prepreženo s prekopi in s komaj kaj več kot stotimi prebivalci. Tam je upokojeni starejši duhovnik v svoji hiši napravil kapelo oziroma cerkvico. Polovico svoje enonadstropne hiše je dal povezati v dvoranico, zgoraj pa dodal na sleme zvonik z zvonom - da se je s Pančevske poti z leve strani kakih 300 metrov daleč od glavne ceste lepo videlo, da je to sakralna stavba. Ta starejši sivolasi duhovnik je obiskoval vernike po celem tistem področju in "svetio vodicu" - blagoslavljal hiše - obenem pa kar na domu krščeval otroke tistih bolj "bogaboječih" staršev, ki si niso upali iz različnih razlogov priti v cerkev. Oblasti so mu ukazale, da mora cerkvico podreti, pa je dejal, da je to njegova kapelica, kjer mašuje in da je nemogoče podirati tako, da se ne bi podrlo tudi njegovega stanovanja. Obenem je zagrozil, da bo takoj obvestil tujino, da v Titovi Jugoslaviji podirajo cerkve. Posledica vsega tega je bila - podobno kot na Karaburmi - da je cerkvica ostala vse do današnjega dneva.
Nova Cerkev sv. Luka v naselju Krnjača
Izmed mnogih cerkva, ki so nastajale zlasti na širšem področju Beograda, naj omenimo, da je tudi v Krnjači - kjer so pod Titom grozili mali hišni kapeli (podobno tudi katoliški na Stari Karaburmi) z nasilnim rušenjem - tam bliže Pančevskemu mostu čez reko Donavo in mestu Beogradu - po letu 2000 - zrasla čisto nova srednje velika pravoslavna - sedaj prava - Cerkev sv. Luka v Krnjači z župniščem in obširnim pastoralnim središčem s potrebnimi pripadajočimi poslopji. Temljni kamen je blagoslovil patriarh Pavel leta 2001. Načrte je napravil stavbenik Predrag Ristić. To je pa že obdobje, ko je na beograjskem področju zraslo več pravoslavnih cerkva kot jih je bilo poprej skupaj. Omeniti je treba, da se je tudi prebivalstvo povečala - in tako je iz prej neznatnih naselij Krnjača, Kotež, Borča, Ovča in Greda nastalo pravo mesto z vso potrebno infrastrukturo - in seveda tudi z verskimi središči. 

### Razpad Jugoslavije 1991 in demokratične spremembe 2000
Razpad Jugoslavije je pomenil tragično dogajanje, ki je prineslo prek večletne bratomorne vojne na področju bivše Nove Jugoslavije poleg nastajanja novih držav tudi nastajanje novih težav. V tem obdobju je bilo podrtih in uničenih veliko - največ katoliških - cerkva, zlasti na Hrvaškem ter v Bosni in Hercegovini, kjer pa je bilo uničenih med tkzv. etničnem čiščenju tudi veliko mošej. To obdobje se je končalo z Operacijo Zavezniška sila 1999. Na beograjskem področju so bile možnosti za novogradnje v tistem času malenkostne - in tako je bilo tudi glede gradnje novih cerkva. 
Po demokratičnih in tako rekoč prevratnih spremembah v Srbiji 5. oktobra 2000 se je v Beogradu, njegovi okolici in celotni Srbiji spreminjal položaj glede na verske skupnosti očitno v njihov prid. Že pred izvolitvijo je predsednik Džindžič obljubljal, da bo uvedel verouk tudi v šolo in je zadeva takoj po Miloševičevem padcu tudi nemoteno stekla brez kakršnihkoli težav in v zadovoljstvo vseh tradicionalnih verskih skupnosti - razen ločin. Sedanje stanje je glede tega nekako naspol: polovica otrok hodi k verouku, polovica pa k državljanski vzgoji, ki pa tudi ni nasprotna veri. Če ugotavljamo, da glede cerkvenega delovanja in novih gradenj ni bilo neke večje ovire že pod Slobom - takrat so ravno dobili dovoljenje za izdelavo mozaikov na priljubljeni cerkvici "Rožici", so se sedaj tem prizadevanjem za ureditev in graditev cerkvenih objektov pridružile tudi državne in krajevne oblasti - in tudi na beograjskem področju so v mnogih naseljih začele rasti cerkve kot gobe po dežju. Nekdanje »razkristjanjeno mesto« je čez noč postalo - vsaj na zunaj - "krščansko mesto". 
Ne čudi, da so v socialilzmu načrtovali nova naselja - med drugimi tudi Mirijevo in bližnjo Novo Karaburmo - kot razkristjanjeni naselji brez kakršnekoli cerkve. Tam na lepem mestu sredi nastajajoče Nove Karaburme naj bi stala nova cerkev, vendar je država lokacijo nacionalizirala ter razgrabila material, ki je bil že pripravljen za zidavo katoliške cerkve, a tam dala sezidati "Samoposlugo" ("Samopostrežbo"). Kljub temu je pri koncu Jugoslavije na Novi Karaburmi zrasla devetdesetih let pravoslavna cerkev na ulici Pere Četkoviča; resda na plazovju, kakršno je tudi področje katoliške cerkvice na Stari Karaburmi - vendar je mogoče take "malenkosti" z današnjo tehniko in velikimi denarnimi sredstvi usprešno sanirati. Omeniti je treba, da so izbruhnile 1960-let prav na Novi Karaburmi z vrha vodene demonstracije, ko se je namreč razvedelo, da želi Pravoslavna Cerkev tam postaviti svoj hram in sicer malo naprej, na isti ulici Marijane Gregoran. Zaskrbljeni dušobrižniki so po hišah zbirali podpise pod geslom: »Ali cerkev ali kino!« Se razume, da se je referendum končal s tem, da so zgradili na tistem mestu Kino Slavica, ki pa danes neslavno propada.
Nove cerkve, ki so vse lepo vzdrževane in obiskane, pa v tem času gradijo ne le po beograjskem področju, ampak tudi po celi Srbiji in Črni gori. Začelo se je namreč pravo tekmovanje, katero naselje bo prej dobilo večjo in lepšo cerkev, in kateri posameznik ali krajevna skupnost se bo bolj izkazala z gmotno podporo. Samo iz tega ozračja lahko razumemo, da je brez težav  napredovala tudi gradnja megalomansko zamišljene - pa vendarle z obilno srbsko in rusko državno podporo uspešno dokončane - velikanske nove cerkve Svetega Sava na Vračarju.  
Novi Beograd - v povojnem času morda najbolj razkristjanjeno mesto - je v tem za vero svobodnejšem obdobju tudi začel dobivati nove cerkve na najlepših lokacijah. To obdobje - od demokratičnih sprememb pa do danes - je torej po graditvi novih sakralnih stavb še preseglo tisto med vojnama.